# Fortipectinini
Fortipectinini — триба двостулкових молюсків родини Гребінцеві (Pectinidae).

## Класифікація
- Триба Fortipectinini Masuda, 1963
  - Mizuhopecten Masuda, 1963
  - Patinopecten Dall, 1898